# Banī Walīd
Banī Walīd är en ort i Libyen.   Den ligger i distriktet Misratah, i den nordvästra delen av landet, 150 km sydost om huvudstaden Tripoli. Banī Walīd ligger 273 meter över havet och antalet invånare är 46 350.
Terrängen runt Banī Walīd är platt, och sluttar österut.  Trakten runt Banī Walīd är nära nog obefolkad, med mindre än två invånare per kvadratkilometer. Det finns inga andra samhällen i närheten. Trakten runt Banī Walīd är ofruktbar med lite eller ingen växtlighet.